# Eirik Ulland Andersen
Eirik Ulland Andersen (Randers, Dinamarca, 21 de septiembre de 1992) es un futbolista noruego que juega de centrocampista en el Strømsgodset IF de la Eliteserien.

## Trayectoria
El 25 de febrero de 2020 se hizo viral al marcar un doblete en la victoria del Molde FK por 0-2 frente al TSG 1899 Hoffenheim en la Liga Europa de la UEFA 2020-21, con la que su equipo logró el pase a los octavos de final.

## Clubes
| Club                       | País    | Año       |
| -------------------------- | ------- | --------- |
| FK Haugesund               | Noruega | 2010-2012 |
| SK Vard Haugesund (cedido) | Noruega | 2012      |
| SK Vard Haugesund          | Noruega | 2012-2013 |
| IL Hødd                    | Noruega | 2013-2016 |
| Strømsgodset IF            | Noruega | 2016-2018 |
| Molde FK                   | Noruega | 2019-2023 |
| Strømsgodset IF            | Noruega | 2023-     |

## Palmarés

### Títulos nacionales
| Título          | Club     | País    | Año  |
| --------------- | -------- | ------- | ---- |
| Eliteserien     | Molde FK | Noruega | 2019 |
| Copa de Noruega | Molde FK | Noruega | 2022 |
| Eliteserien     | Molde FK | Noruega | 2022 |